# Juan de Pareja

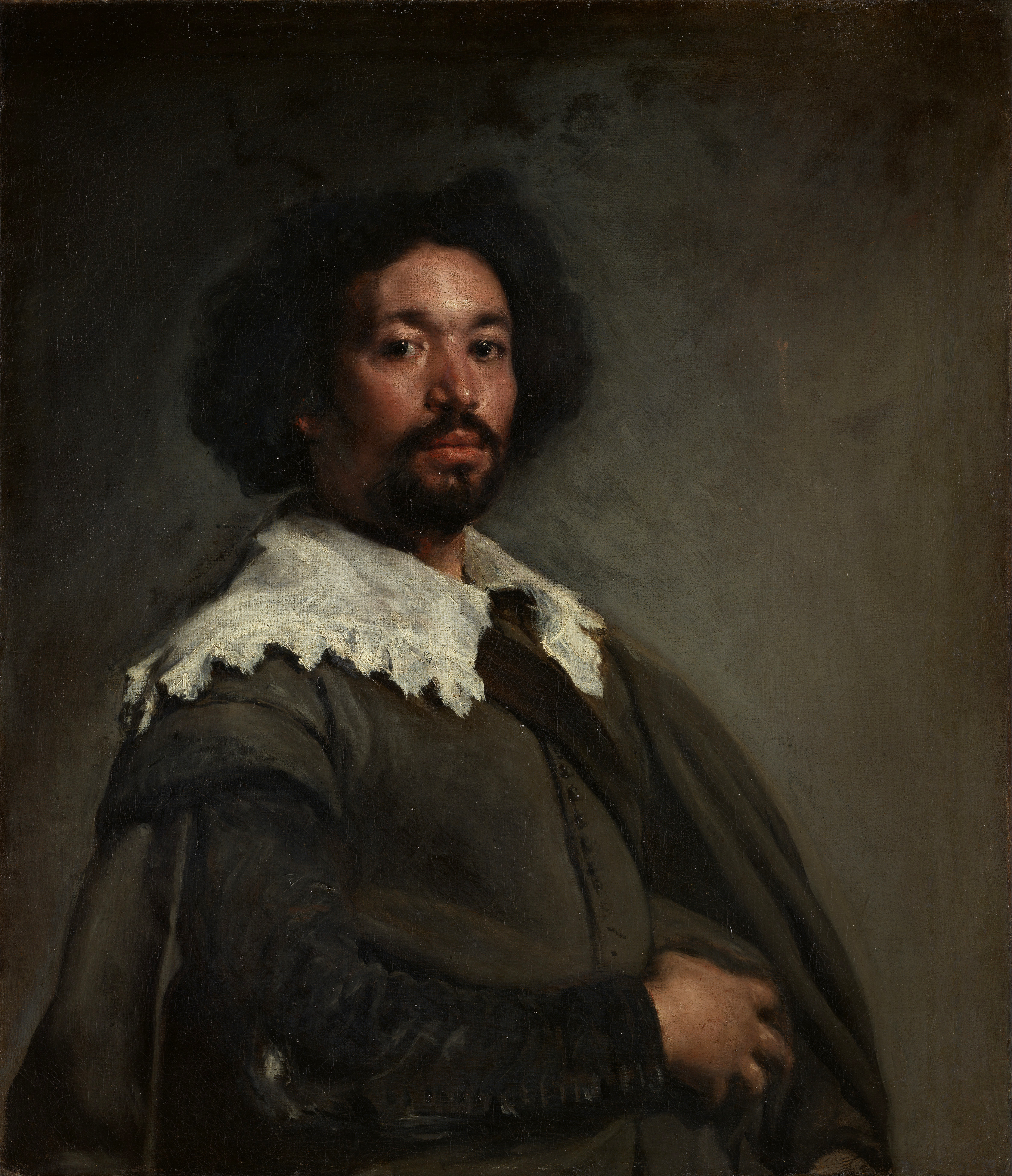
Juan de Pareja di Diego Velázquez

Juan de Pareja (Antequera, 1606 – Madrid, 1670) è stato un pittore spagnolo.

## Biografia
Figlio di schiavi d'origine indiana, Juan de Pareja nacque ad Antequera, in Andalusia, nel 1606. Morisco proveniente da una famiglia poverissima, accompagnò, come schiavo servitore, Diego Velázquez nel suo secondo viaggio in Italia.  Nel 1650 Juan de Pareja fu ritratto a Roma dal pittore, nel celebre dipinto (ora esposto al Met di New York) che consentì a Velázquez d'essere ammesso all'Accademia nazionale di San Luca, e d'ottenere la commissione per il 
ritratto di Innocenzo X (ora nella Galleria Doria Pamphilj a Roma).
Successivamente affrancato, Juan de Pareja restò nella bottega di Velázquez divenendo, assieme a Juan Bautista Martínez del Mazo, suo fedele collaboratore, autore di numerose tele.  Opere di Juan de Pareja sono conservate al Prado ("La vocazione di San Matteo"), al Museo di Huesca ("Battesimo di Cristo"), all'Ermitage ("Provinciale dei Cappuccini") e al Louvre ("Seppellimento di Cristo").  Morì a Madrid nel 1670.